# قطار الرياض

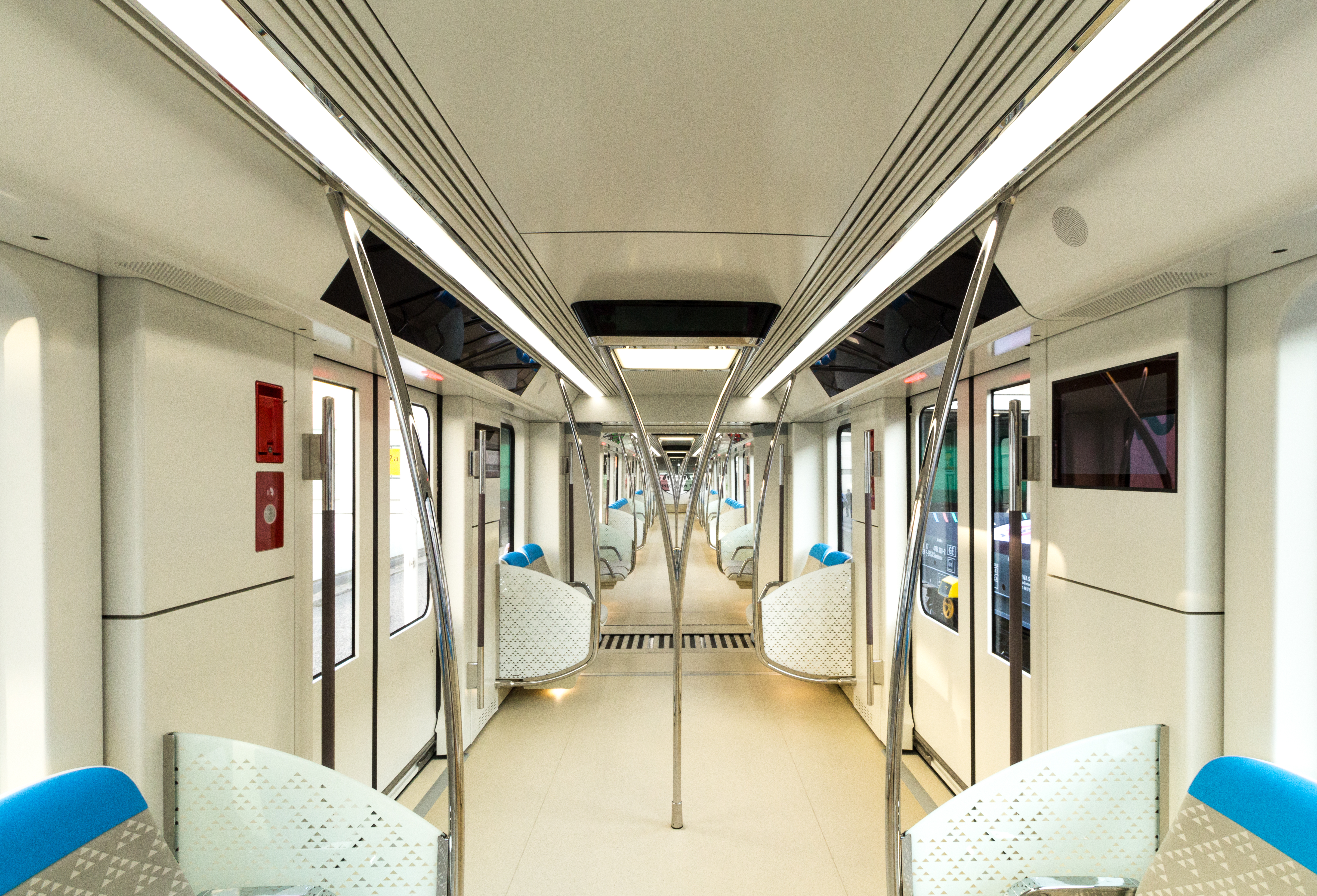
قطار الرياض من الداخل

قطار الرياض الكهربائي؛ ويُعرف بمسمّى مترو الرياض هو جزء رئيس من مشروع الملك عبد العزيز للنقل العام بمدينة الرياض، الذي يتكون من قطارات وحافلات، يتكون المترو ستة خطوط رئيسة تربط بين مختلف أحياء المدينة على امتداد 176 كيلومتر، وبسرعة تقدر بـ80 كلم بالساعة، ويضم 85 محطة، منها 8 محطات رئيسة تربط الخطوطّ السّتّة ببعضها.
بلغت تكلفة المشروع 22.5 مليار دولار، افتتح الملك سلمان بن عبد العزيز قطار الرياض رسمياً في 27 نوفمبر 2024م وبدأ تشغيله في 1 ديسمبر من العام ذاته؛ بإطلاق المرحلة الأولى التي تشمل 3 خطوط رئيسة (الأزرق والأصفر والبنفسجي). افتتح خطان أخران (الأحمر والأخضر) بعدها بأسبوعين في 15 ديسمبر وأخيرا الخط البرتقالي في 5 يناير 2025.

## التاريخ

### الخلفية
بلغ عدد سكان منطقة الرياض 8,591,748 مليون نسمة وفق إحصائيات تعداد السعودية 2022 أغلبهم في مدينة الرياض. وذلك زيادة عن 6,5 مليون نسمة في عام 2016. جاءت فكرة إنشاء مترو في الرياض لتقليل عدد السيارات على الطرق بمقدار مليوني رحلة يوميًا وتوفير ما يعادل 400 ألف لتر من الوقود يوميًا، وخفض انبعاثات الكربون بمقدار 400 ألف طن سنويًا ليعكس التزام المملكة بمعايير الاستدامة البيئية.
نفذ المشروع ليشمل ستة خطوط للسكك الحديدية تمتد 176 كيلومترًا وتعمل عليها قطارات كهربائية بدون سائقين، إضافة إلى أن 40% من خط سير القطار هو تحت الأرض مما يسمح باستمرار حركة المواصلات بشكلها الطبيعي، تبلغ الطاقة الاستيعابية للقطار 1.16 مليون راكب يوميًا في بداية افتتاح المشروع، ويُتوقع أن تبلغ 3.6 ملايين راكب يوميًا في عام 2035م.

### تنفيذ المشروع

المكونات الرئيسية لمشروع مترو الرياض الرياض في السعودية

تتشكل شبكة القطار الكهربائي في مدينة الرياض، من 6 محاور رئيسية بطول إجمالي يبلغ 176 كيلومترا، تغطي معظم المناطق ذات الكثافة السكانية والمنشآت الحكومية والأنشطة التجارية والتعليمية والصحية، وترتبط بمطار الملك خالد الدولي ومركز الملك عبد الله المالي والجامعات الكبرى ووسط المدينة ومركز النقل العام. كانت ثلاث مجموعات لشركات عالمية فازت بعقد التنفيذ لمشروع بناء مترو الرياض الذي بلغ تكلفته المبدئية 22.5 مليار دولار وذلك على النحو التالي:

#### ائتلاف باكس
- ضم ائتلاف تحالف عدة شركات بقيادة شركة بكتل الأميركية العملاقة، ويضم التحالف شركات سيمنس الألمانية لتصنيع القطارات وشركة إيكوم الأميركية وشركتي المباني واتحاد المقاولين السعوديتين.[11] فاز بعقد قيمته 9.45 مليارات دولار لإنشاء خطين مترو[13] هي:[14]

1. مسار القطار الأزرق على محور «العليا - البطحاء» بقيمة 6,561,627,163 دولارا،
2. مسار القطار الأحمر على محور «طريق الملك عبد الله» بقيمة 2,885,440,337 دولارا.

#### ائتلاف فاست
- ضم ائتلاف فاست تحالف عدة شركات بقيادة شركة إف سي كونستركسيون الإسبانية ويضم ألستوم الفرنسية ألستوم وسامسونغ سي أند تي كوربوريشن الكورية،[11] وفاز بعقد قيمته 7.82 مليارات دولار لإنشاء ثلاثة خطوط،[13] هي:[14]

1. مسار القطار الأصفر على طريق مطار الملك خالد الدولي بقيمة 3,060,788,759 دولارا.
2. مسار القطار الأخضر على محور «طريق الملك عبد العزيز» بقيمة 2,662,558,659 دولارا.
3. مسار القطار البنفسجي على محور «طريق عبد الرحمن بن عوف - طريق الشيخ حسن بن حسين» بقيمة 2,167,973,532 دولارا.

#### ائتلاف الرياض - نيوموبيلتي
- ضم ائتلاف الرياض نيوموبيلتي تحالف عدة شركات بقيادة شركة أنسالدو أستياس الإيطالية، ويضم التحالف شركة بومبارديه الكندية لتصنيع القطارات وشركة لارسين وتوبرو الهندية.[11] وفاز بعقد قيمته 5.21 مليارات دولار،[13] وذلك لتنفيذ الخط الثالث.

1. مسار القطار البرتقالي على محور «طريق المدينة المنورة - طريق الأمير سعد بن عبد الرحمن الأول» بقيمة 5,211,926,731 دولارا.[14]

#### مشاريع إضافية
- تمت ترسية تنفيذ محطتي «مركز الملك عبد الله المالي» و«العليا» على ائتلاف باكس، وترسية تنفيذ محطتي «محطة قصر الحكم» و«المحطة الغربية» على ائتلاف الرياض نيوموبيلتي.[14][15]
- منحت الهيئة العليا لتطوير مدينة الرياض «شركة ألستوم»، بوصفها عضواً باتحاد «فاست1»، عقد توفير نظام مترو كامل وآلي بدون سائق لتجهيز ثلاثة من ستة خطوط من المقرر أن تطلقها مدينة الرياض، كما يتضمن هذا العقد خيارا للقيام بتوفير خدمات الصيانة لمدة 10 سنوات، وتبلغ قيمة المشروع بالكامل حوالي 6 مليارات يورو، نصيب ألستوم منها يبلغ أكثر من 1.2 مليار يورو تقوم المملكة بتمويل هذا المشروع عبر صندوق الاستثمارات العامة.[12]

### مدة التنفيذ
أقر مجلس الوزراء مشروع مترو الرياض عام 2012 ووقعت عقود الإنشاء في 2013، بدأ العمل رسميًا في تنفيذ مشروع قطار الرياض في 3 أبريل 2014. كان من المقرر أن يستغرق تنفيذ المشروع خمس سنوات؛ ثمانية أشهر لإعداد التصاميم والأعمال التحضيرية وتجهيز المواقع و48 شهراً هي مدة التنفيذ الفعلية تليها أربعة أشهر للتشغيل التجريبي واستلام المشروع. لكنه لم يفتح إلا بعد 10 سنوات في عام 2024.

### الافتتاح
وافتتح خادم الحرمين الشريفين الملك سلمان بن عبد العزيز آل سعود في يوم الأربعاء 27 نوفمبر 2024م مشروع قطار الرياض (مترو الرياض)، على أن يبدأ تشغيل المرحلة الأولى منها يوم الأحد 1 ديسمبر 2024؛ وتشمل المرحلة 3 مسارات من الشبكة التي تضم 6 خطوط رئيسة.

## المسارات
تتوزع مسارات شبكة القطار الكهربائي الستة بين كل من:
| رمز المسار      | اسم المسار       | طول المسار          | عدد المحطات                    | محطة التبديل | تاريخ الافتتاح | ملاحظات |
| --------------- | ---------------- | ------------------- | ------------------------------ | ------------ | -------------- | --- |
| 1               | المسار الأزرق    | 38 كـم (24 ميل)     | 22 محطة                        | المحطة 4     | 1 ديسمبر 2024  | يمتد في اتجاه الشمال والجنوب على طول شارعي العليا والبطحاء، ويبدأ من الشمال قليلاً من شارع الملك سلمان بن عبد العزيز وينتهي في ملاعب حي الدار البيضاء جنوباً وينتهي عند المستودع الجنوبي / ورشة العمل للمسار 1. وغالب المسار تحت الأرض في نفق على طول شارعي العليا والملك فيصل ويرتفع على جسر على طول شارع البطحاء وفي النهايتين الشمالية والجنوبية.                     |
| 2               | المسار الأحمر    | 25.3 كـم (15.7 ميل) | 13 محطة                        | المحطة 3     | 15 ديسمبر 2024 | يمتد في الاتجاه الشرقي - الغربي على طول طريق الملك عبد الله، بين جامعة الملك سعود والمركز الفرعي الشرقي، في الغالب على شريط مرتفع في وسط طريق سريع مخطط له. |
| 3               | المسار البرتقالي | 40.7 كـم (25.3 ميل) | 20 محطة                        | المحطة 2     | 5 يناير 2025   | يمتد باتجاه الشرق والغرب على طول طريق المدينة المنورة وطريق الأمير سعد بن عبدالرحمن الأول ويبدأ من الغرب بالقرب من طريق جدة السريع وينتهي شرقاً بالقرب من معسكر الحرس الوطني بخشم العان. يرتفع المسار في الغالب على طول الجزء الغربي من طريق المدينة المنورة، ثم تحت الأرض في نفق في القسم الأوسط من المسار، وبشكل عام على منحدر على طول طريق الأمير سعد بن عبد الرحمن. |
| 4               | المسار الأصفر    | 29.6 كـم (18.4 ميل) | 8 محطات (3 مشتركة مع المسار 6) | المحطة 4     | 1 ديسمبر 2024  | يمتد من مطار الملك خالد الدولي إلى مركز الملك عبد الله المالي الجديد (KAFD). |
| 5               | المسار الأخضر    | 12.9 كـم (8.0 ميل)  | 10 محطات                       | المحطة 2     | 15 ديسمبر 2024 | يمتد تحت الأرض في نفق بمحاذاة شارع الملك عبد العزيز، بين مركز الملك عبد العزيز التاريخي وحديقة الملك سلمان، قبل ارتباطه بطريق الملك عبد الله. |
| 6               | المسار البنفسجي  | 29.9 كـم (18.6 ميل) | 8 محطات (3 مشتركة مع المسار 4) | المحطة 3     | 1 ديسمبر 2024  | يتبع نصف حلقة تبدأ من مركز الملك عبد الله المالي، مروراً بجامعة الإمام محمد بن سعود وينتهي عند طريق الأمير سعد بن عبد الرحمن الأول. معظمه يمتد مرتفعا باستثناء شارع الشيخ حسن بن حسين بن علي. |
| مسارات مستقبلية |                  |                     |                                |              |                | |
| 7               | المسار 7         | 65 كـم (40 ميل)     | 19 محطة                        |              | تحت التنفيذ    | مسار يربط بين مدينة القدية وحديقة الملك سلمان وبوابة الدرعية. وتشمل المرحلة الثانية من المسار ربط بوابة الدرعية بالمكعب الجديد ومطار الملك سلمان الدولي. |

وتغطي معظم المناطق ذات الكثافة السكانية والمنشآت الحكومية والأنشطة التجارية والتعليمية والصحية، وتربط مطار الملك خالد الدولي ومركز الملك عبد الله المالي والجامعات الكبرى ووسط المدينة ومركز النقل العام.

## المحطات
هناك 85 موقعاً لمحطات القطار الكهربائي، من بينها عدد من المحطات الرئيسية التي تلتقي فيها عدة مسارات للقطار، كما تم تصميمها على عدة مستويات وفق تصاميم معمارية حديثة، وتحتضن بعضها محلات تجارية ومواقف للسيارات.

#### محطة المركز المالي
تقع على طريق الملك فهد في الجهة الشرقية من مركز الملك عبدالله المالي، تلتقي فيها ثلاث مسارات للمترو وهي مسار الخط الأزرق والبرتقالي والبنفسجي. من تصميم شركة المصممة زها حديد. اكتملت أعمل الإنشاء في المحطة في أوائل عام 2024.

#### محطة stc
تقع على تقاطع محور العليا مع طريق الملك عبد الله، تبلغ مساحتها 44.420 م² ألف متر مربع، وتم تصميمها على شكل مبنى مفتوح بسقف متموج على شكل التلال، تعلوه واحة من الأشجار والمسطحات الخضراء، لتمثل معلماً عمرانياً حديثاً في المدينة، إلى جانب كونها أحد أبرز عوامل الجذب للركاب في المشروع بما تحتويه من مكونات تجارية وخدمية وإدارية ومواقف للسيارات، فضلاً عن وظيفتها الأساسية في توفير خدمات متنوعة لنظام النقل العام في المدينة. مصمم المحطة هي شركة Gerber Architekten الألمانية.

#### محطة قصر الحكم
تقع على تقاطع شارع البطحاء وشارع المدينة المنورة، وتلتقي فيها مسارات خطي المترو الأزرق والبرتقالي. تبلغ مساحتها 19,000 متر مربع وفيها مسجد ومساحات مكتبية.

#### المحطة الغربية
تقع المحطة الغربية في حي السويدي الغربي، وتحديدًا في سوق الخضار المركزي، عند التقاء مسار المترو رقم (3) محور طريق المدينة المنورة - طريق سعد بن عبدالرحمن الأول، ومسار الحافلات المخصص على شارع الشيخ محمد بن عبداللطيف، وتبلغ مساحتها نحو 12,500 م2، وتشتمل المحطة الغربية على: محطتين للمترو والحافلات، ومبنى لمواقف السيارات يتسع لـ 1000 سيارة، وقد فازت شركة دار الدراسات العمرانية وشركاؤها المهندسون الاستشاريون بتصميم المحطة.
حققت المحطة الغربية ضمن مشروع قطار الرياض كفاءة في ترشيد الطاقة بنسبة 16.6% مقارنة بمعيار ASHRAE 90.1 (2007)، واعتمدت على مصادر الطاقة المتجددة لتوليد 2.08% من احتياجاتها. كما خفضت استهلاك المياه بنسبة 68% لأعمال الري و50% داخلياً عبر تجهيزات عالية الكفاءة. استخدمت المحطة 20% من مواد البناء المعاد تدويرها، و20% من المواد المحلية، واعتمدت بالكامل على مواد صديقة للبيئة. تسعى المحطة للحصول على شهادة "لييد" (LEED) للمباني المستدامة بالمستوى الفضي.

#### محطة المتحف الوطني
تقع محطة المتحف الموطني في حي الفوطة التاريخي و تخدم المسار الأزرق والمسار الأخضر، وتقع بجوار مركز الملك عبد العزيز التاريخي. وتغطي المحطة مساحة قدرها 72000 متر مربع.

## الخطوط الجديدة
أعلن في 28 نوفمبر 2024 عن تدشين الخط السابع من المترو. المرحلة الأولى منه ستربط بين مدينة القدية وحديقة الملك سلمان وبوابة الدرعية طوله الإجمالي نحو 65 كيلو متر 47 كيلومتر منها تحت الأرض و19 كيلومتر فوق الأرض، تتكون المرحلة الأولى من 19 محطة 14 تحت الأرض و5 محطات سطحية. ستربط المرحلة الثانية منه بين بوابة الدرعية والمربع الجديد ومطار الملك خالد الدولي.

## المرافق

### مركز التحكم والتشغيل
يتضمن الشبكة مركز متطور للتحكم والتشغيل لإدارة حركة القطارات والتحكم بها، ومراقبة كافة عناصر النظام من محطات ومسارات ومرافق ونظم، وزود المركز بنظم التحكم والتشغيل والمراقبة. كما تضمن القطار الكهربائي مواصفات تقنية وتصميمية من أبرزها استخدام نظام القطارات الآلي (بدون سائق)، واختيار أحدث المواصفات والتقنيات لعربات القطار الكهربائي في العالم، والتي تتيح فصل العربات من الداخل، وتخصيص فئة خاصة للعائلات، إضافة إلى تزويدها بخدمات الاتصال وتبادل المعلومات للركاب.

### تغذية المشروع بالكهرباء
أبرمت الهيئة العليا لتطوير مدينة الرياض، اتفاقية مع الشركة السعودية للكهرباء، لتنفيذ أعمال تغذية مشروع القطارات بالطاقة الكهربائية والتي تقدر بـ 468 ميغا فولت أمبير، عن طريق 12 محطة رئيسة في المدينة منها أربع محطات تحويل رئيسة ستُنشأ خصّيصاً للمشروع، إضافة إلى توسعة ثماني محطات قائمة.

### العربات
يتكون المشروع من 190 قطاراً مؤتمتة بالكامل مكونة من 74 مجموعة عربات طراز Inspiro للمسارين الأول والثاني من تصنيع شركة سيمنز و47 مجموعة عربات طراز Innovia Metro 300 للمسار الثالث، من تصنيع شركة بومباردييه و69 مجموعة عربات طراز Metropolis للمسارات الرابع والخامس والسادس من تصنيع شركة ألستوم.

## الاستدامة
يركز مشروع قطار الرياض على تحقيق استدامة النقل الحضري في العاصمة، بخفض غازات الاحتباس الحراري وتحسين جودة الحياة. يتميز المشروع باستخدام 5448 مترًا مربعًا من ألواح الطاقة الشمسية في مركز الصيانة الغربي (المسار الثالث)، تغطي 33% من احتياجاته الكهربائية. كما تطبق المحطات تدابير لترشيد استهلاك الموارد وتحسين جودة الهواء واستخدام مواد منخفضة الانبعاثات مع التركيز على الطاقة المتجددة وتقليل التأثير البيئي.

## شراء التذاكر

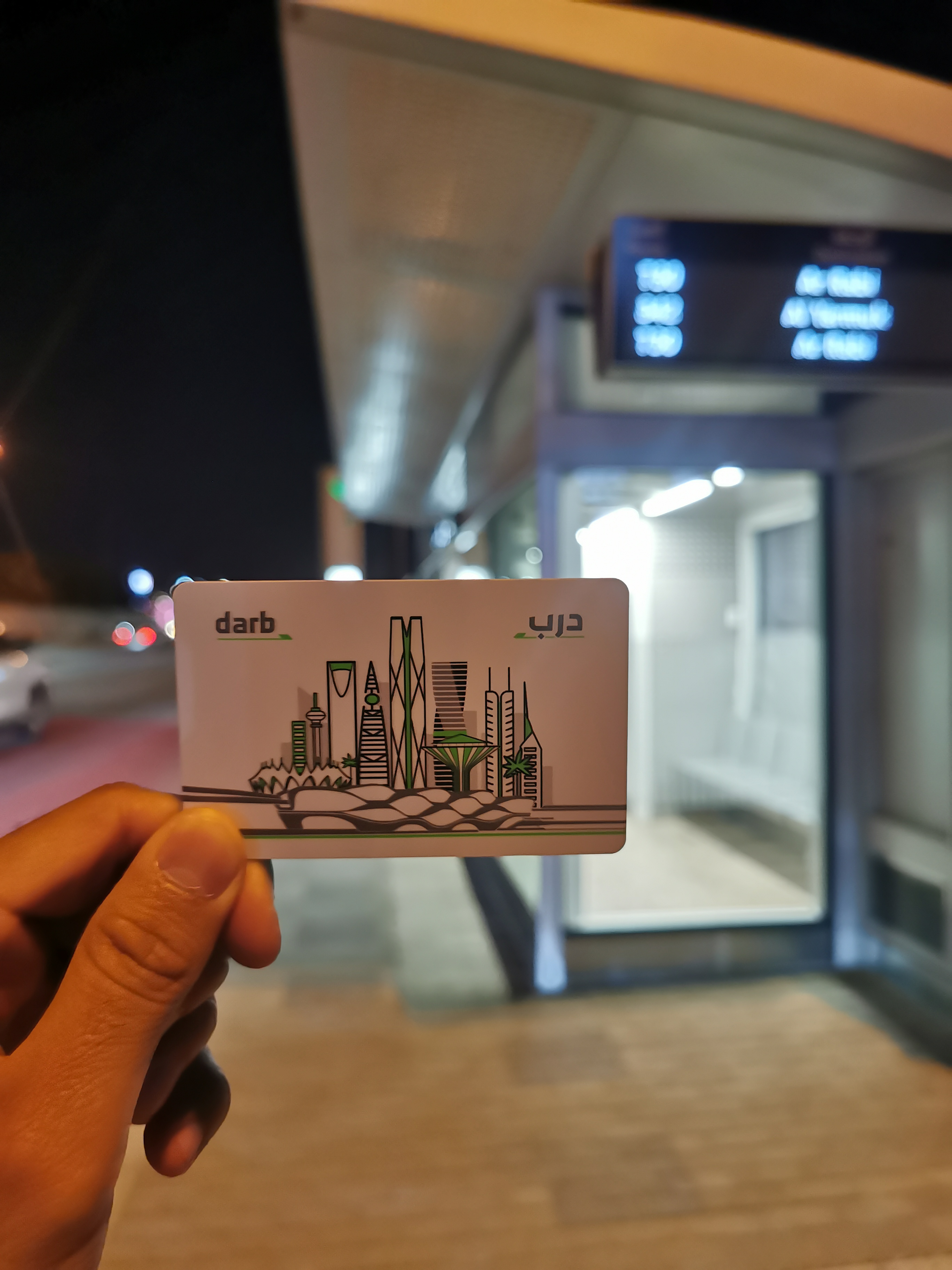
بطاقة درب الذكية

يعمل القطار يوميا لمدة 18 ساعة من الساعة 6 صباحاً حتى 12 منتصف الليل مع بعض التغيير خلال المواسم والأعياد. ويمكن الدخول إلى المحطة باستخدام البطاقات الذكية المتوفرة في أجهزة بيع التذاكر، أو من منفذ بيع التذاكر في جميع محطات القطار أو من خلال تطبيق (درب)، وأيضا الدفع غير النقدي باستخدام البطاقة المصرفية أو أبل باي أو مدى باي لتسجيل الدخول والخروج عند البوابات. وتتوفر منها خيارات سعرية متعددة مع منح امتيازات لفئات خاصة مثل:
- يمكن للأطفال لمن هم أقل من 6 سنوات برفقة شخص بالغ ركوب القطار مجانًا.
- خصم 50% لفئات طلاب التعليم العام من 6 إلى 18 سنة. وطلاب الجامعة وكبار السن 60 سنة وما فوق. بالإضافة إلى ذوي الاحتياجات الخاصة مع مرافق واحد .
- مرضى السرطان مع مرافق واحد.
- ذوي الشهداء من الدرجة الأولى.[34]

## الحوادث
واجه الخط الأزرق بعض المشاكل الفنية بعد ستة أيام فقط من افتتاح مترو الرياض بسبب عبث أحد الأشخاص بمفتاح الطوارئ في القطار، توقف القطار بين محطتي STC ومصرف الإنماء.

## معرض الصور

مسارات النقل العام بمدينة الرياض في السعودية
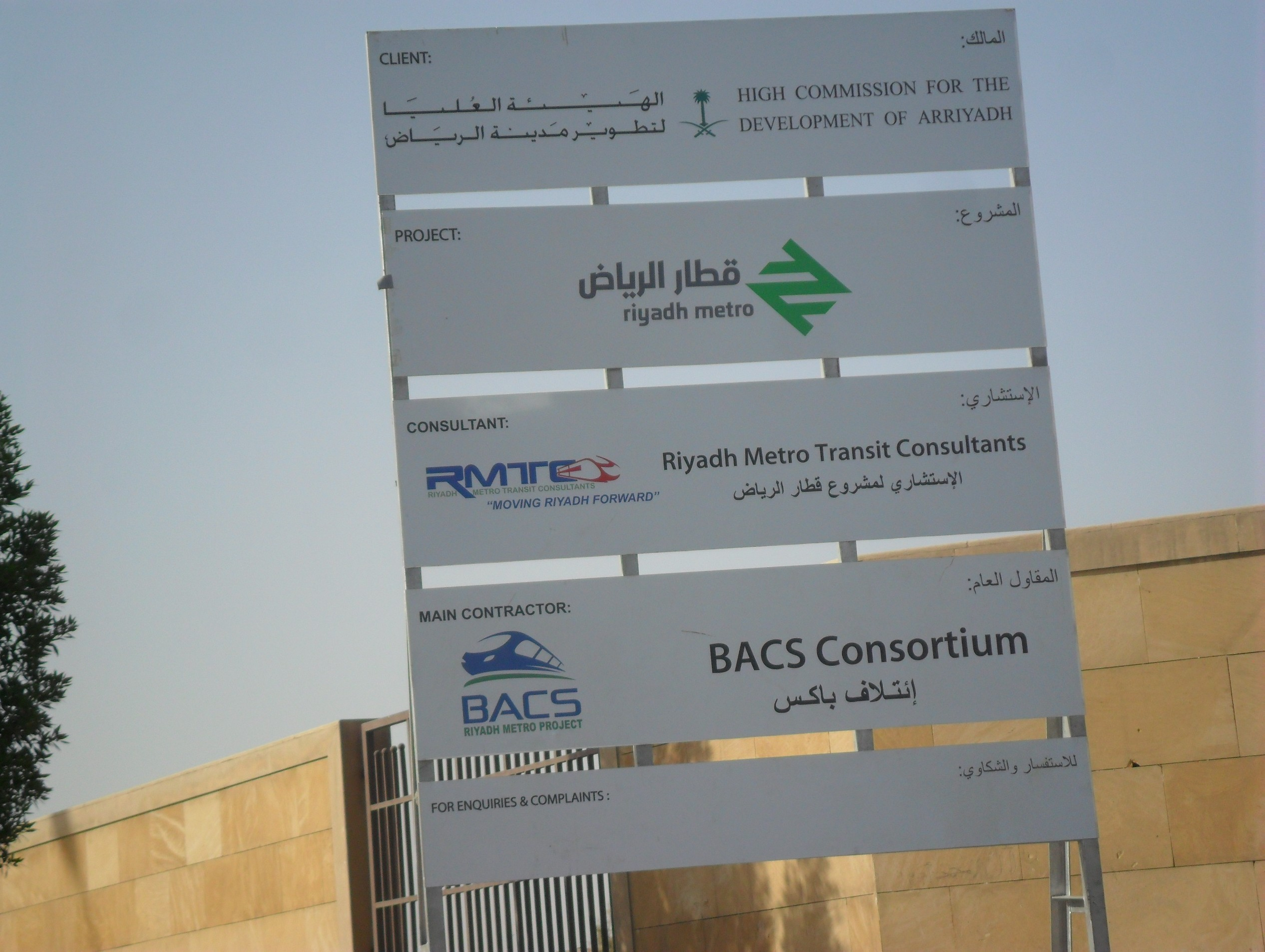
لوحة إعلانية رسمية لدعم مشروع مترو الرياض
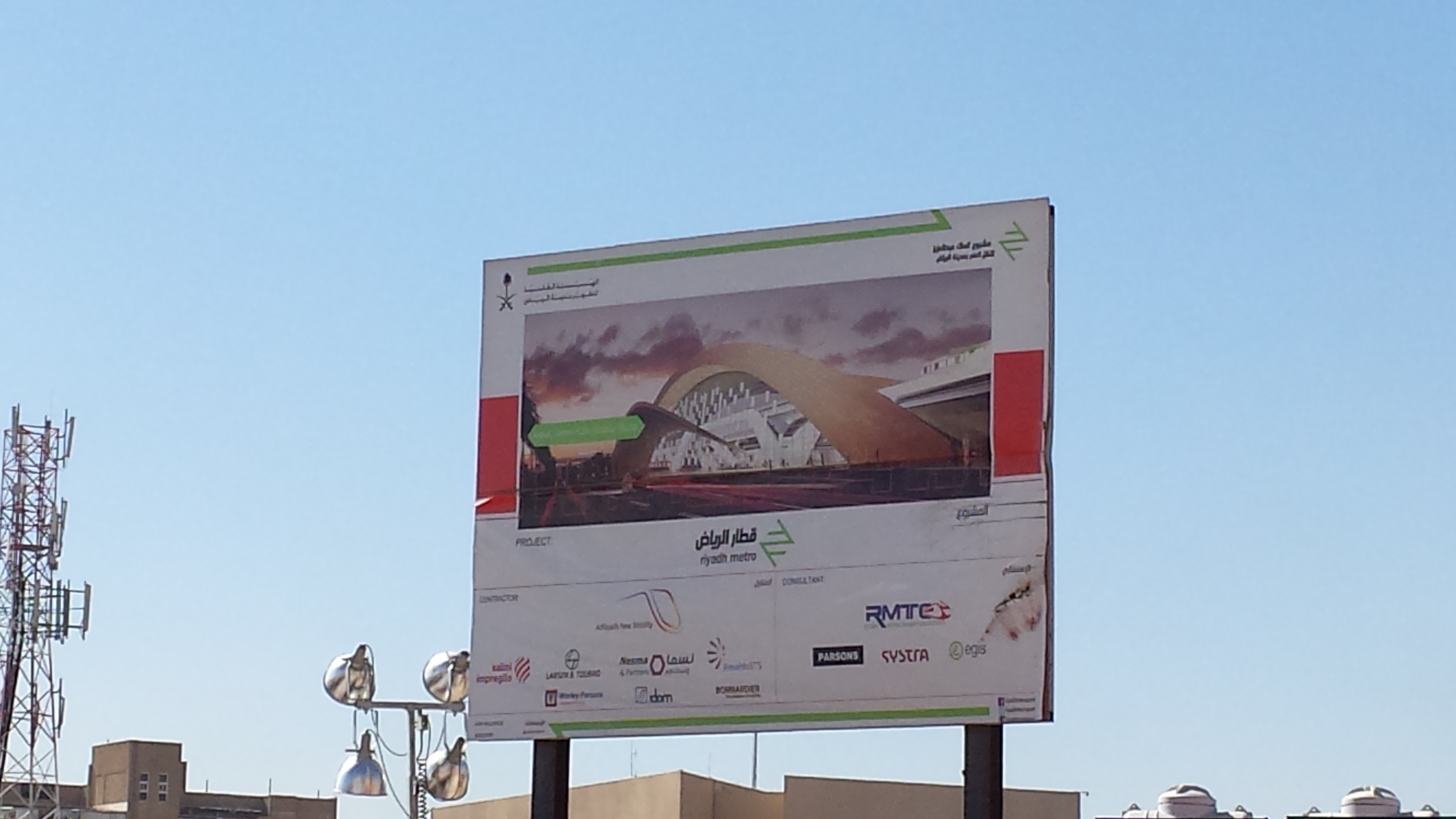
لوحة إعلانية عن مشروع قطار الرياض بالبطحاء.
محطة تحت الإنشاء
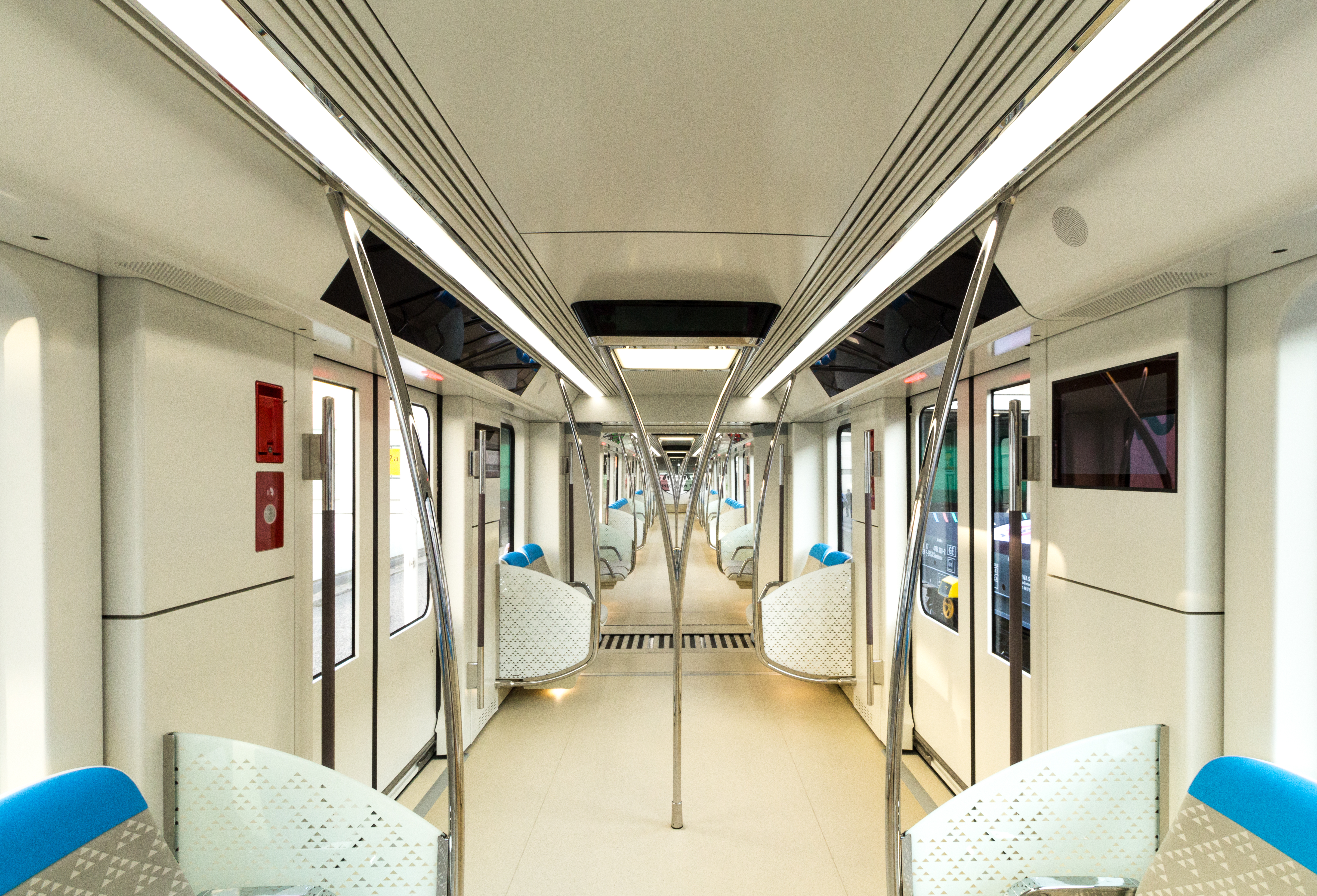
قطار الرياض من الداخل

## وصلات خارجية
- وزارة النقل السعودية: مستقبل النقل.
- بالصور.. خادم الحرمين الشريفين يطلق 4 مشاريع كبرى بالرياض بقيمة 86 مليار ريال
- 1.04 مليار عوائد حقوق تسمية 8 محطات في مشروع قطار الرياض